# طرح‌های فرانسه و بریتانیا برای دخالت در جنگ زمستان

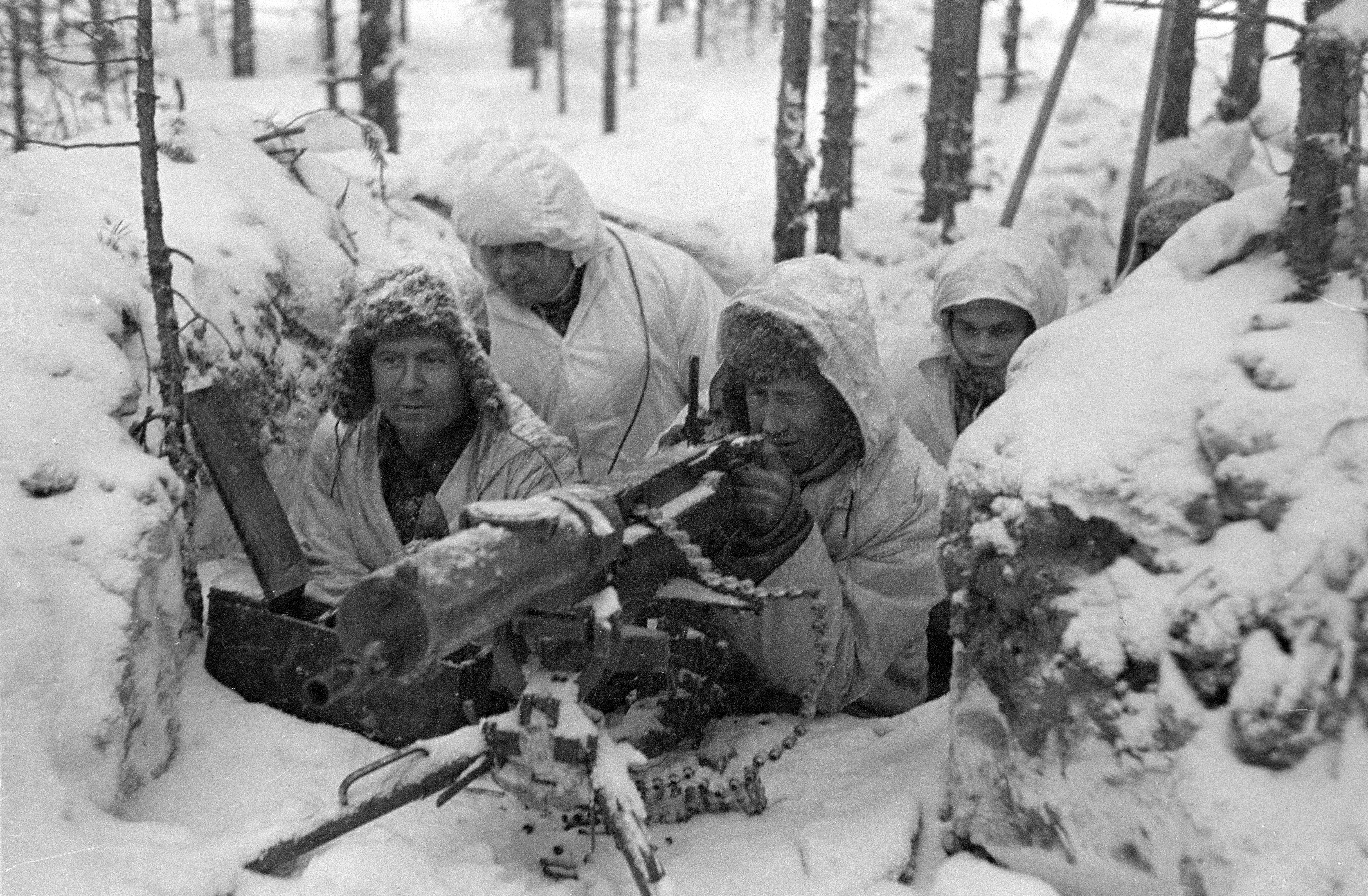
جنگ در زمستان

طرح‌های فرانسه و بریتانیا برای دخالت در جنگ زمستانی (انگلیسی: Franco-British plans for intervention in the Winter War) در مراحل اولیه جنگ جهانی دوم بریتانیا و فرانسه و متفقین جنگ جهانی دوم یک سری پیشنهادهایی را برای ارسال نیرو به منظور کمک به فنلاند در برابر اتحاد جماهیر شوروی سوسیالیستی در جنگ زمستان ارائه کردند که این جنگ در ۳۰ نوامبر ۱۹۳۹ آغاز شد. این جنگ حاصل پیمان مولوتوف–ریبنتروپ بود.